# Zalf Euromobil Fior
L'equip Zalf Euromobil Désirée Fior és un equip ciclista italià. Creat el 1982, té la finalitat de fomentar les noves promeses del ciclisme italià.
Malgrat participar en algunes curses dels circuits continentals, l'equip no té categoria continental, per tant no participa en les classificacions UCI.

## Principals victòries
- Giro del Canavese: Oscar Gatto (2005)
- Giro del Belvedere: Fabrizio Galeazzi (2006), Sacha Modolo (2009), Nicola Boem (2011), Simone Andreetta (2014), Andrea Vendrame (2015)
- Coppa Città di Asti: Oscar Gatto (2006)
- Circuit del Porto-Trofeu Arvedi: Manolo Zanella (2006), Paolo Simion (2012, 2013), Marco Maronese (2016)
- Giro del Casentino: Sacha Modolo (2006), Andrea Pasqualon (2010)
- Gran Premi Capodarco: Marco Bandiera (2006), Enrico Battaglin (2010)
- Trofeu Zssdi: Simone Ponzi (2007), Manuele Boaro (2008), Enrico Battaglin (2011)
- Trofeu Franco Balestra: Simone Ponzi (2007)
- Gran Premi della Liberazione: Manuele Boaro (2007), Sacha Modolo (2009)
- Giro delle Valli Aretine: Davide Malacarne (2007), Enrico Battaglin (2009)
- Gran Premi Palio del Recioto: Gianluca Brambilla (2008)
- Giro del Friül-Venècia Júlia: Gianluca Brambilla (2009), Matteo Busato (2011)
- Trofeu Ciutat de San Vendemiano: Alessandro Mazzi (2009), Stefano Agostini (2010), Giacomo Berlato (2014), Gianni Moscon (2015), Nicola Conci (2017)
- Memorial Davide Fardelli: Manuele Boaro (2009)
- Gran Premi San Giuseppe: Enrico Battaglin (2010, 2011)
- Trofeu Piva: Andrea Pasqualon (2010)
- Trofeu Alcide Degasperi: Sonny Colbrelli (2010)
- Trofeu Edil C: Andrea Zordan (2013)
- Gran Premi de Poggiana: Andrea Zordan (2013), Nicola Conci (2017)
- Ruta d'Or: Andrea Toniatti (2013), Giacomo Berlato (2014), Simone Velasco (2015)
- Piccolo Giro de Llombardia: Gianni Moscon (2014)
- Copa de la Pau: Simone Velasco (2015)

### Grans Voltes
- Tour de França
  - 0 participacions

- Giro d'Itàlia
  - 0 participacions

- Volta a Espanya
  - 0 participacions